# 강북구 갑
서울 강북구 갑은 대한민국의 국회의원 선거구이다. 서울특별시 강북구 일부 지역을 관할한다. 현 지역구 국회의원은 더불어민주당의 천준호이다.

## 역사
1995년, 도봉구의 일부 지역이 강북구로 분리가 되었다. 이로 인해 제15대 국회의원 선거를 앞두고 도봉구 을과 도봉구 병의 일부 지역이 강북구 갑, 을 선거구를 이루게 되었다. 이때 강북구의 수유동과 번1·2동 일대를 묶어 '강북구 갑'이 되었으며, 나머지 지역인 미아동과 번3동은 '강북구 을'이 되었다. 
2008년 6월 수유4동이 우이동으로, 수유5·6동이 인수동으로 바뀌면서 2012년 제19대 총선부터 관할 구역이 변경되었다.

## 관할 구역
| 대수        | 관할 구역                                                                 |
| ----------- | ------------------------------------------------------------------------- |
| 15대 ~ 18대 | 강북구 번1동, 번2동, 수유1동, 수유2동, 수유3동, 수유4동, 수유5동, 수유6동 |
| 19대 ~ 현재 | 강북구 번1동, 번2동, 수유1동, 수유2동, 수유3동, 우이동, 인수동            |

## 역대 국회의원
| 선거   | 정당 | 정당           | 의원   |
| ------ | ---- | -------------- | ------ |
| 1996년 |      | 새정치국민회의 | 김원길 |
| 2000년 |      | 새천년민주당   | 김원길 |
| 2004년 |      | 열린우리당     | 오영식 |
| 2008년 |      | 한나라당       | 정양석 |
| 2012년 |      | 민주통합당     | 오영식 |
| 2016년 |      | 새누리당       | 정양석 |
| 2020년 |      | 더불어민주당   | 천준호 |
| 2024년 |      | 더불어민주당   | 천준호 |

## 역대 선거 결과

### 대한민국 제15대 국회의원 선거
|  | 40.13% |

|  | 33.76% |

|  | 17.35% |

|  | 8.73% |

### 대한민국 제16대 국회의원 선거
|  | 51.20% |

|  | 34.77% |

|  | 8.99% |

|  | 5.02% |

### 대한민국 제17대 국회의원 선거
|  | 46.04% |

|  | 36.02% |

|  | 13.96% |

|  | 2.11% |

|  | 1.84% |

### 대한민국 제18대 국회의원 선거
|  | 48.21% |

|  | 44.61% |

|  | 5.74% |

|  | 1.42% |

### 대한민국 제19대 국회의원 선거
|  | 52.21% |

|  | 44.86% |

|  | 2.91% |

### 대한민국 제20대 국회의원 선거
|  | 39.52% |

|  | 34.68% |

|  | 25.78% |

### 대한민국 제21대 국회의원 선거
|  | 57.75% |

|  | 39.49% |

|  | 1.70% |

|  | 1.05% |

### 대한민국 제22대 국회의원 선거
|  | 57.23% |

|  | 42.76% |

## 같이 보기
- 대한민국의 국회의원 선거구 목록